# يان بادج
يان بادج (بالإنجليزية: Ian Budge)‏ هو عالم سياسة بريطاني، ولد في 21 أكتوبر 1936.